# België op het Eurovisiesongfestival 2004
België nam deel aan het Eurovisiesongfestival 2004 in Istanboel, Turkije. Het was de 46ste deelname van het land op het Eurovisiesongfestival. De selectie verliep via Eurosong. De VRT was verantwoordelijk voor de Belgische bijdrage voor de editie van 2004.

## Selectieprocedure
Eurosong '04 was de Belgische preselectie voor het Eurovisiesongfestival 2004, dat gehouden zou worden in de Turkse stad Istanboel. De finale vond plaats op 15 februari, na vier halve finales te hebben gehad in de vier weken voordien. Alle programma's werden uitgezonden vanuit Studio 100 in Schelle, gepresenteerd door Bart Peeters. Uiteindelijk wist Xandee te winnen, en mocht ze België vertegenwoordigen op het Eurovisiesongfestival.

### Uitslag
| Plaats | Artiest                      | Lied                 | Punten |
| ------ | ---------------------------- | -------------------- | ------ |
| 1      | Xandee                       | 1 life               | 50     |
| 2      | Natalia                      | Higher than the sun  | 38     |
| 3      | Barbara Dex & Alides Hidding | One life             | 30     |
| 4      | Elsie Moraïs                 | Amorè loco           | 26     |
| 5      | Roxane                       | Television game      | 20     |
| 6      | Raf Van Brussel              | Chemistry            | 14     |
| 7      | Astrid                       | Don't stop the music | 8      |

Het scorebord:
| Einduitslag | Einduitslag                  | Einduitslag            | Einduitslag | Einduitslag | Einduitslag | Einduitslag | Einduitslag |
| Rang        | Artist                       | Song                   | Jury        | Radio       | Televoting  | Totaal      | Plaats      |
| ----------- | ---------------------------- | ---------------------- | ----------- | ----------- | ----------- | ----------- | ----------- |
| 1           | Roxane                       | "Television Game"      | 6           | 8           | 6           | 20          | 5           |
| 2           | Barbara Dex & Alides Hidding | "One Life"             | 9           | 11          | 10          | 30          | 3           |
| 3           | Elsie Moraïs                 | "Amorè loco"           | 12          | 6           | 8           | 26          | 4           |
| 4           | Astrid                       | "Don't Stop the Music" | 2           | 4           | 2           | 8           | 7           |
| 5           | Xandee                       | "1 Life"               | 18          | 14          | 18          | 50          | 1           |
| 6           | Raf van Brussel              | "Chemistry"            | 5           | 5           | 4           | 14          | 6           |
| 7           | Natalia                      | "Higher Than the Sun"  | 10          | 14          | 14          | 38          | 2           |

## In Istanboel
Door de tweede plek van België op het vorige Eurovisiesongfestival, mocht België meteen aantreden in de finale. Daarin trad Xandee aan als dertiende van 24 deelnemers, na Bosnië en Herzegovina en voor Rusland. Voor aanvang van het festival werd België bij de favorieten gerekend. Aan het einde van de puntentelling stond België op een teleurstellende 22ste plaats, met zeven punten. België kreeg één punt van Andorra en Cyprus en vijf van Nederland.

### Gekregen punten

#### Finale
| 12 punten   | 10 punten | 8 punten | 7 punten | 6 punten           |
| ----------- | --------- | -------- | -------- | ------------------ |
|             |           |          |          |                    |
| 5 punten    | 4 punten  | 3 punten | 2 punten | 1 punt             |
| - Nederland |           |          |          | - Andorra - Cyprus |

### Punten gegeven door België

#### Halve finale
Punten gegeven in de halve finale:
| 12 punten | Nederland             |
| 10 punten | Griekenland           |
| 8 punten  | Oekraïne              |
| 7 punten  | Servië en Montenegro  |
| 6 punten  | Cyprus                |
| 5 punten  | Albanië               |
| 4 punten  | Portugal              |
| 3 punten  | Bosnië en Herzegovina |
| 2 punten  | Israël                |
| 1 punt    | Finland               |

#### Finale
Punten gegeven in de finale:
| 12 punten | Turkije              |
| 10 punten | Frankrijk            |
| 8 punten  | Griekenland          |
| 7 punten  | Spanje               |
| 6 punten  | Nederland            |
| 5 punten  | Oekraïne             |
| 4 punten  | Cyprus               |
| 3 punten  | Servië en Montenegro |
| 2 punten  | Zweden               |
| 1 punt    | Albanië              |

1956 · 1957 · 1958 · 1959 · 1960 · 1961 · 1962 · 1963 · 1964 · 1965 · 1966 · 1967 · 1968 · 1969 · 1970 · 1971 · 1972 · 1973 · 1974· 1975 · 1976 · 1977 · 1978 · 1979 · 1980 · 1981 · 1982 · 1983 · 1984 · 1985 · 1986 · 1987 · 1988 · 1989 · 1990 · 1991 · 1992 · 1993 · 1994 · 1995 · 1996 · 1997 · 1998 · 1999 · 2000 · 2001 · 2002 · 2003 · 2004 · 2005 · 2006 · 2007 · 2008 · 2009 · 2010 · 2011 · 2012 · 2013 · 2014 · 2015 · 2016 · 2017 · 2018 · 2019 · 2020 · 2021 · 2022 · 2023 · 2024 · 2025